# Járnsaxa
Járnsaxa è un personaggio della mitologia norrena. 
Era una gigantessa che divenne amante del dio Thor, e con cui ebbe un figlio, Magni.